# Itacolomi (Conceição do Mato Dentro)
Itacolomi é um distrito do município brasileiro de Conceição do Mato Dentro, no interior do estado de Minas Gerais. Segundo o censo demográfico de 2022, realizado pelo Instituto Brasileiro de Geografia e Estatística (IBGE), sua população era de 902 habitantes e havia 311 domicílios particulares permanentes ocupados. Possui área de 171,01 km² conforme a Fundação João Pinheiro (FJP). Foi criado pela lei estadual nº 336 de 27 de dezembro de 1948.
De acordo com o IBGE, em 2010 a população era de 767 habitantes e havia 340 domicílios particulares.